# Stylidiaceae
Stylidiaceae – rodzina roślin należąca do rzędu astrowców (Asterales). Obejmuje ok. 245 gatunków zaliczanych do 6 rodzajów. Najwięcej gatunków występuje w Australii, zwłaszcza południowo-zachodniej, gdzie rosną na ubogich, okresowo wilgotnych siedliskach piaszczystych. Największe zróżnicowanie rodzajów tej rodziny występuje jednak na Tasmanii, Nowej Zelandii i na południowych krańcach Ameryki Południowej. Nieliczne gatunki rosną na wyspach subantarktycznych, Falklandach oraz w Azji Południowo-Wschodniej na obszarze od Sri Lanki po południowe Chiny i Nową Gwineę. Niektóre gatunki, zwłaszcza z rodzajów Forstera i Stylidium, uprawiane są jako ozdobne, w szczególności w Australii.
Niektóre gatunki z rodzaju Stylidium są uznawane za prawdopodobnie mięsożerne. W obrębie kwiatostanów i na łodydze pokryte są lepkimi gruczołkami, których wydzielina powoduje nie tylko przywieranie owadów, ale także z powodu zawierania enzymów proteolitycznych – ich rozkład. Potwierdzono przy tym wchłanianie pozyskiwanych w taki sposób aminokwasów do wnętrza rośliny. Charakterystyczne dla rodziny jest reagowanie organów kwiatowych na bodźce dotykowe, ułatwiające zapylenie, często dokonywane przez specyficznych zapylaczy. Ruch prętosłupa w kwiecie gatunku Stylidium schoenoides jest tak gwałtowny, że roślina zwyczajowo zwana jest w Australii cow kick („kopnięciem krowy”). Do wyjątkowych cech roślin z tej rodziny należy też anormalny przyrost wtórny pędów.

## Morfologia

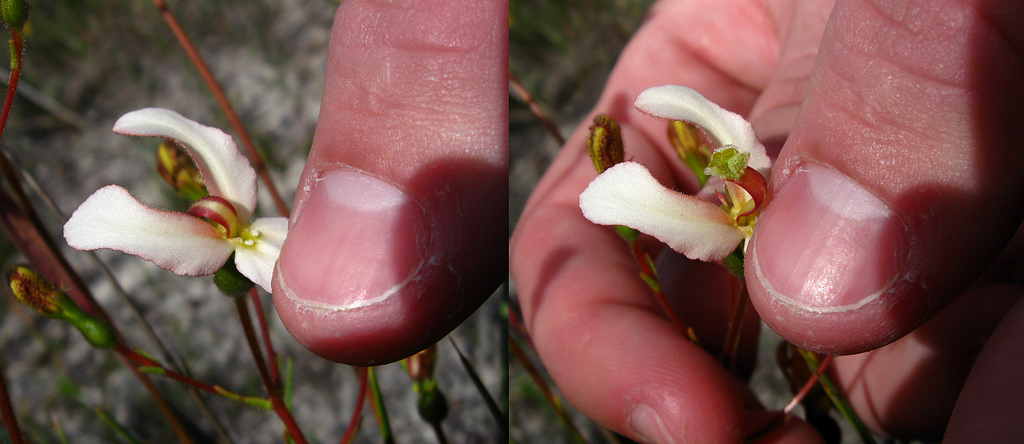
Kwiat Stylidium schoenoides „uderzający” prętosłupem w palec

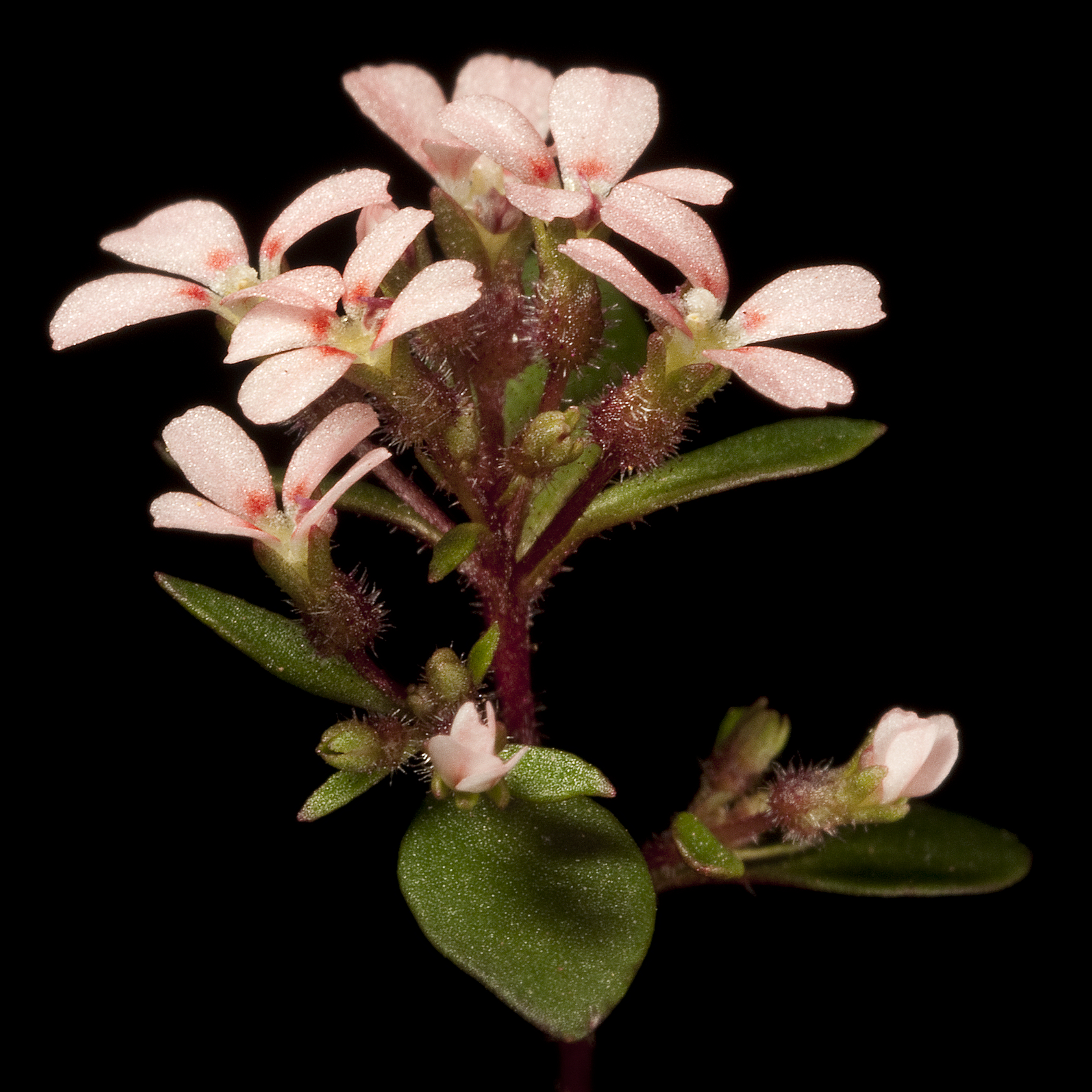
Levenhookia murfettii

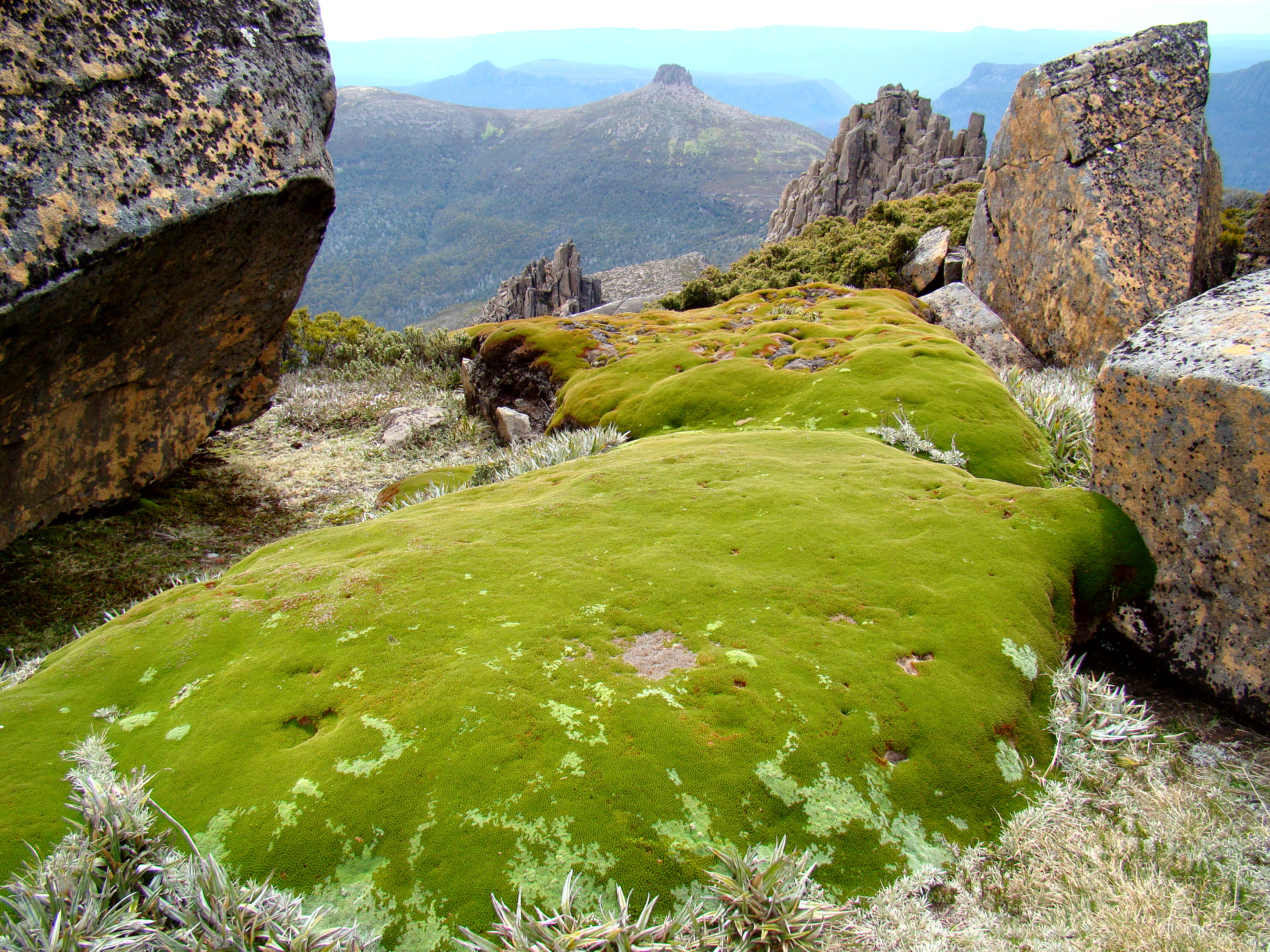
Poduszka Donatia novae-zelandiae w górach Tasmanii

PokrójNiewielkie byliny i rośliny roczne, rzadziej krzewinki, półkrzewy i rośliny poduszkowe. Na pędach występują gruczołowe włoski. Obecne u niektórych przedstawicieli korzenie powietrzne wznoszą pęd kilka mm nad podłożem. U części gatunków pędy rozrastają się za pomocą rozłogów.
LiścieSkrętoległe, często skupione w przyziemnej rozecie, bez przylistków. Blaszka liściowa pojedyncza, często równowąska, stąd liście „trawopodobne”.
KwiatyZwykle obupłciowe, zebrane są w gronach i wierzchotkach, czasem rozgałęziających się okółkowo, rzadziej pojedyncze w kątach górnych liści lub szczytowo (Donatia). Kwiaty są zwykle grzbieciste, rzadziej niemal promieniste. Działek kielicha jest 5, rzadko do 7, zrośniętych w rurkę, zwykle gruczołowato owłosioną. Płatków korony jest zwykle 5, rzadziej 10, i są one zrośnięte u nasady, z wyjątkiem rodzaju Donatia, u którego pozostają wolne. Wolne końce zwykle czterech płatków są okazałe i rozpostarte, podczas gdy piąty, najwyższy płatek przekształcony jest w niewielką wargę (labellum). Dwa pręciki (u Donatia trzy) są zrośnięte z pojedynczą szyjką słupka (u Donatia dwiema lub trzema), tworząc wrażliwy na dotyk prętosłup – tknięty obraca się gwałtownie i w ten sposób przekazuje lub odbiera pyłek od owada odwiedzającego kwiat. Dolna zalążnia jest jedno- lub niepełnie trójkomorowa (w wyniku zaniku przegród).
OwoceTorebki zamknięte w trwałym kielichu, otwierające się pęknięciami wzdłuż ścian przegród. Zawierają od kilku do (najczęściej) wielu nasion. Ich wnętrze wypełnia głównie oleiste bielmo – zarodek jest drobny.

## Systematyka
Rodzina należy do rzędu astrowców i jej pozycja jest dobrze potwierdzona dowodami molekularnymi i opartymi na analizie cech morfologicznych. Odrębność morfologiczna rodzaju Donatia (wolne płatki i szyjki słupka, trzy pręciki zamiast dwóch) powoduje jego wyłączanie w osobną podrodzinę Donatioideae, siostrzaną wobec pozostałych rodzajów łączonych w podrodzinę Stylidioideae. W systemie Takhtajana (1997) rodzina ta podnoszona była do rangi rzędu Stylidiales z dwoma odrębnymi rodzinami Donatiaceae i Stylidiaceae. Jeszcze w systemie APG II z 2003, włączającym te rośliny do rzędu astrowców, dopuszczano jako opcję traktowanie tych rodzin jako rozłącznych. Scalone zostały w jedną rodzinę Stylidiaceae w systemie APG III z 2009.
Pozycja systematyczna według APweb (aktualizowany system APG IV z 2016)
|  | Rousseaceae                 |
|  |                             |
|  | Campanulaceae – dzwonkowate |
|  |                             |

|  | Alseuosmiaceae                                                  |
|  |                                                                 |
|  | \| \| Phellinaceae \| \| \| \| \| \| Argophyllaceae \| \| \| \| |
|  |                                                                 |
|  | Phellinaceae                                                    |
|  |                                                                 |
|  | Argophyllaceae                                                  |
|  |                                                                 |

|  | Phellinaceae   |
|  |                |
|  | Argophyllaceae |
|  |                |

|  | Goodeniaceae                                                            |
|  |                                                                         |
|  | \| \| Asteraceae – astrowate \| \| \| \| \| \| Calyceraceae \| \| \| \| |
|  |                                                                         |
|  | Asteraceae – astrowate                                                  |
|  |                                                                         |
|  | Calyceraceae                                                            |
|  |                                                                         |

|  | Asteraceae – astrowate |
|  |                        |
|  | Calyceraceae           |
|  |                        |

|  | Goodeniaceae                                                            |
|  |                                                                         |
|  | \| \| Asteraceae – astrowate \| \| \| \| \| \| Calyceraceae \| \| \| \| |
|  |                                                                         |
|  | Asteraceae – astrowate                                                  |
|  |                                                                         |
|  | Calyceraceae                                                            |
|  |                                                                         |

|  | Asteraceae – astrowate |
|  |                        |
|  | Calyceraceae           |
|  |                        |

|  | Goodeniaceae                                                            |
|  |                                                                         |
|  | \| \| Asteraceae – astrowate \| \| \| \| \| \| Calyceraceae \| \| \| \| |
|  |                                                                         |
|  | Asteraceae – astrowate                                                  |
|  |                                                                         |
|  | Calyceraceae                                                            |
|  |                                                                         |

|  | Asteraceae – astrowate |
|  |                        |
|  | Calyceraceae           |
|  |                        |

|  | Goodeniaceae                                                            |
|  |                                                                         |
|  | \| \| Asteraceae – astrowate \| \| \| \| \| \| Calyceraceae \| \| \| \| |
|  |                                                                         |
|  | Asteraceae – astrowate                                                  |
|  |                                                                         |
|  | Calyceraceae                                                            |
|  |                                                                         |

|  | Asteraceae – astrowate |
|  |                        |
|  | Calyceraceae           |
|  |                        |

|  | Alseuosmiaceae                                                  |
|  |                                                                 |
|  | \| \| Phellinaceae \| \| \| \| \| \| Argophyllaceae \| \| \| \| |
|  |                                                                 |
|  | Phellinaceae                                                    |
|  |                                                                 |
|  | Argophyllaceae                                                  |
|  |                                                                 |

|  | Phellinaceae   |
|  |                |
|  | Argophyllaceae |
|  |                |

|  | Goodeniaceae                                                            |
|  |                                                                         |
|  | \| \| Asteraceae – astrowate \| \| \| \| \| \| Calyceraceae \| \| \| \| |
|  |                                                                         |
|  | Asteraceae – astrowate                                                  |
|  |                                                                         |
|  | Calyceraceae                                                            |
|  |                                                                         |

|  | Asteraceae – astrowate |
|  |                        |
|  | Calyceraceae           |
|  |                        |

|  | Goodeniaceae                                                            |
|  |                                                                         |
|  | \| \| Asteraceae – astrowate \| \| \| \| \| \| Calyceraceae \| \| \| \| |
|  |                                                                         |
|  | Asteraceae – astrowate                                                  |
|  |                                                                         |
|  | Calyceraceae                                                            |
|  |                                                                         |

|  | Asteraceae – astrowate |
|  |                        |
|  | Calyceraceae           |
|  |                        |

|  | Goodeniaceae                                                            |
|  |                                                                         |
|  | \| \| Asteraceae – astrowate \| \| \| \| \| \| Calyceraceae \| \| \| \| |
|  |                                                                         |
|  | Asteraceae – astrowate                                                  |
|  |                                                                         |
|  | Calyceraceae                                                            |
|  |                                                                         |

|  | Asteraceae – astrowate |
|  |                        |
|  | Calyceraceae           |
|  |                        |

|  | Goodeniaceae                                                            |
|  |                                                                         |
|  | \| \| Asteraceae – astrowate \| \| \| \| \| \| Calyceraceae \| \| \| \| |
|  |                                                                         |
|  | Asteraceae – astrowate                                                  |
|  |                                                                         |
|  | Calyceraceae                                                            |
|  |                                                                         |

|  | Asteraceae – astrowate |
|  |                        |
|  | Calyceraceae           |
|  |                        |

|  | Alseuosmiaceae                                                  |
|  |                                                                 |
|  | \| \| Phellinaceae \| \| \| \| \| \| Argophyllaceae \| \| \| \| |
|  |                                                                 |
|  | Phellinaceae                                                    |
|  |                                                                 |
|  | Argophyllaceae                                                  |
|  |                                                                 |

|  | Phellinaceae   |
|  |                |
|  | Argophyllaceae |
|  |                |

|  | Goodeniaceae                                                            |
|  |                                                                         |
|  | \| \| Asteraceae – astrowate \| \| \| \| \| \| Calyceraceae \| \| \| \| |
|  |                                                                         |
|  | Asteraceae – astrowate                                                  |
|  |                                                                         |
|  | Calyceraceae                                                            |
|  |                                                                         |

|  | Asteraceae – astrowate |
|  |                        |
|  | Calyceraceae           |
|  |                        |

|  | Goodeniaceae                                                            |
|  |                                                                         |
|  | \| \| Asteraceae – astrowate \| \| \| \| \| \| Calyceraceae \| \| \| \| |
|  |                                                                         |
|  | Asteraceae – astrowate                                                  |
|  |                                                                         |
|  | Calyceraceae                                                            |
|  |                                                                         |

|  | Asteraceae – astrowate |
|  |                        |
|  | Calyceraceae           |
|  |                        |

|  | Goodeniaceae                                                            |
|  |                                                                         |
|  | \| \| Asteraceae – astrowate \| \| \| \| \| \| Calyceraceae \| \| \| \| |
|  |                                                                         |
|  | Asteraceae – astrowate                                                  |
|  |                                                                         |
|  | Calyceraceae                                                            |
|  |                                                                         |

|  | Asteraceae – astrowate |
|  |                        |
|  | Calyceraceae           |
|  |                        |

|  | Goodeniaceae                                                            |
|  |                                                                         |
|  | \| \| Asteraceae – astrowate \| \| \| \| \| \| Calyceraceae \| \| \| \| |
|  |                                                                         |
|  | Asteraceae – astrowate                                                  |
|  |                                                                         |
|  | Calyceraceae                                                            |
|  |                                                                         |

|  | Asteraceae – astrowate |
|  |                        |
|  | Calyceraceae           |
|  |                        |

|  | Alseuosmiaceae                                                  |
|  |                                                                 |
|  | \| \| Phellinaceae \| \| \| \| \| \| Argophyllaceae \| \| \| \| |
|  |                                                                 |
|  | Phellinaceae                                                    |
|  |                                                                 |
|  | Argophyllaceae                                                  |
|  |                                                                 |

|  | Phellinaceae   |
|  |                |
|  | Argophyllaceae |
|  |                |

|  | Goodeniaceae                                                            |
|  |                                                                         |
|  | \| \| Asteraceae – astrowate \| \| \| \| \| \| Calyceraceae \| \| \| \| |
|  |                                                                         |
|  | Asteraceae – astrowate                                                  |
|  |                                                                         |
|  | Calyceraceae                                                            |
|  |                                                                         |

|  | Asteraceae – astrowate |
|  |                        |
|  | Calyceraceae           |
|  |                        |

|  | Goodeniaceae                                                            |
|  |                                                                         |
|  | \| \| Asteraceae – astrowate \| \| \| \| \| \| Calyceraceae \| \| \| \| |
|  |                                                                         |
|  | Asteraceae – astrowate                                                  |
|  |                                                                         |
|  | Calyceraceae                                                            |
|  |                                                                         |

|  | Asteraceae – astrowate |
|  |                        |
|  | Calyceraceae           |
|  |                        |

|  | Goodeniaceae                                                            |
|  |                                                                         |
|  | \| \| Asteraceae – astrowate \| \| \| \| \| \| Calyceraceae \| \| \| \| |
|  |                                                                         |
|  | Asteraceae – astrowate                                                  |
|  |                                                                         |
|  | Calyceraceae                                                            |
|  |                                                                         |

|  | Asteraceae – astrowate |
|  |                        |
|  | Calyceraceae           |
|  |                        |

|  | Goodeniaceae                                                            |
|  |                                                                         |
|  | \| \| Asteraceae – astrowate \| \| \| \| \| \| Calyceraceae \| \| \| \| |
|  |                                                                         |
|  | Asteraceae – astrowate                                                  |
|  |                                                                         |
|  | Calyceraceae                                                            |
|  |                                                                         |

|  | Asteraceae – astrowate |
|  |                        |
|  | Calyceraceae           |
|  |                        |

|  | Rousseaceae                 |
|  |                             |
|  | Campanulaceae – dzwonkowate |
|  |                             |

|  | Alseuosmiaceae                                                  |
|  |                                                                 |
|  | \| \| Phellinaceae \| \| \| \| \| \| Argophyllaceae \| \| \| \| |
|  |                                                                 |
|  | Phellinaceae                                                    |
|  |                                                                 |
|  | Argophyllaceae                                                  |
|  |                                                                 |

|  | Phellinaceae   |
|  |                |
|  | Argophyllaceae |
|  |                |

|  | Goodeniaceae                                                            |
|  |                                                                         |
|  | \| \| Asteraceae – astrowate \| \| \| \| \| \| Calyceraceae \| \| \| \| |
|  |                                                                         |
|  | Asteraceae – astrowate                                                  |
|  |                                                                         |
|  | Calyceraceae                                                            |
|  |                                                                         |

|  | Asteraceae – astrowate |
|  |                        |
|  | Calyceraceae           |
|  |                        |

|  | Goodeniaceae                                                            |
|  |                                                                         |
|  | \| \| Asteraceae – astrowate \| \| \| \| \| \| Calyceraceae \| \| \| \| |
|  |                                                                         |
|  | Asteraceae – astrowate                                                  |
|  |                                                                         |
|  | Calyceraceae                                                            |
|  |                                                                         |

|  | Asteraceae – astrowate |
|  |                        |
|  | Calyceraceae           |
|  |                        |

|  | Goodeniaceae                                                            |
|  |                                                                         |
|  | \| \| Asteraceae – astrowate \| \| \| \| \| \| Calyceraceae \| \| \| \| |
|  |                                                                         |
|  | Asteraceae – astrowate                                                  |
|  |                                                                         |
|  | Calyceraceae                                                            |
|  |                                                                         |

|  | Asteraceae – astrowate |
|  |                        |
|  | Calyceraceae           |
|  |                        |

|  | Goodeniaceae                                                            |
|  |                                                                         |
|  | \| \| Asteraceae – astrowate \| \| \| \| \| \| Calyceraceae \| \| \| \| |
|  |                                                                         |
|  | Asteraceae – astrowate                                                  |
|  |                                                                         |
|  | Calyceraceae                                                            |
|  |                                                                         |

|  | Asteraceae – astrowate |
|  |                        |
|  | Calyceraceae           |
|  |                        |

|  | Alseuosmiaceae                                                  |
|  |                                                                 |
|  | \| \| Phellinaceae \| \| \| \| \| \| Argophyllaceae \| \| \| \| |
|  |                                                                 |
|  | Phellinaceae                                                    |
|  |                                                                 |
|  | Argophyllaceae                                                  |
|  |                                                                 |

|  | Phellinaceae   |
|  |                |
|  | Argophyllaceae |
|  |                |

|  | Goodeniaceae                                                            |
|  |                                                                         |
|  | \| \| Asteraceae – astrowate \| \| \| \| \| \| Calyceraceae \| \| \| \| |
|  |                                                                         |
|  | Asteraceae – astrowate                                                  |
|  |                                                                         |
|  | Calyceraceae                                                            |
|  |                                                                         |

|  | Asteraceae – astrowate |
|  |                        |
|  | Calyceraceae           |
|  |                        |

|  | Goodeniaceae                                                            |
|  |                                                                         |
|  | \| \| Asteraceae – astrowate \| \| \| \| \| \| Calyceraceae \| \| \| \| |
|  |                                                                         |
|  | Asteraceae – astrowate                                                  |
|  |                                                                         |
|  | Calyceraceae                                                            |
|  |                                                                         |

|  | Asteraceae – astrowate |
|  |                        |
|  | Calyceraceae           |
|  |                        |

|  | Goodeniaceae                                                            |
|  |                                                                         |
|  | \| \| Asteraceae – astrowate \| \| \| \| \| \| Calyceraceae \| \| \| \| |
|  |                                                                         |
|  | Asteraceae – astrowate                                                  |
|  |                                                                         |
|  | Calyceraceae                                                            |
|  |                                                                         |

|  | Asteraceae – astrowate |
|  |                        |
|  | Calyceraceae           |
|  |                        |

|  | Goodeniaceae                                                            |
|  |                                                                         |
|  | \| \| Asteraceae – astrowate \| \| \| \| \| \| Calyceraceae \| \| \| \| |
|  |                                                                         |
|  | Asteraceae – astrowate                                                  |
|  |                                                                         |
|  | Calyceraceae                                                            |
|  |                                                                         |

|  | Asteraceae – astrowate |
|  |                        |
|  | Calyceraceae           |
|  |                        |

|  | Alseuosmiaceae                                                  |
|  |                                                                 |
|  | \| \| Phellinaceae \| \| \| \| \| \| Argophyllaceae \| \| \| \| |
|  |                                                                 |
|  | Phellinaceae                                                    |
|  |                                                                 |
|  | Argophyllaceae                                                  |
|  |                                                                 |

|  | Phellinaceae   |
|  |                |
|  | Argophyllaceae |
|  |                |

|  | Goodeniaceae                                                            |
|  |                                                                         |
|  | \| \| Asteraceae – astrowate \| \| \| \| \| \| Calyceraceae \| \| \| \| |
|  |                                                                         |
|  | Asteraceae – astrowate                                                  |
|  |                                                                         |
|  | Calyceraceae                                                            |
|  |                                                                         |

|  | Asteraceae – astrowate |
|  |                        |
|  | Calyceraceae           |
|  |                        |

|  | Goodeniaceae                                                            |
|  |                                                                         |
|  | \| \| Asteraceae – astrowate \| \| \| \| \| \| Calyceraceae \| \| \| \| |
|  |                                                                         |
|  | Asteraceae – astrowate                                                  |
|  |                                                                         |
|  | Calyceraceae                                                            |
|  |                                                                         |

|  | Asteraceae – astrowate |
|  |                        |
|  | Calyceraceae           |
|  |                        |

|  | Goodeniaceae                                                            |
|  |                                                                         |
|  | \| \| Asteraceae – astrowate \| \| \| \| \| \| Calyceraceae \| \| \| \| |
|  |                                                                         |
|  | Asteraceae – astrowate                                                  |
|  |                                                                         |
|  | Calyceraceae                                                            |
|  |                                                                         |

|  | Asteraceae – astrowate |
|  |                        |
|  | Calyceraceae           |
|  |                        |

|  | Goodeniaceae                                                            |
|  |                                                                         |
|  | \| \| Asteraceae – astrowate \| \| \| \| \| \| Calyceraceae \| \| \| \| |
|  |                                                                         |
|  | Asteraceae – astrowate                                                  |
|  |                                                                         |
|  | Calyceraceae                                                            |
|  |                                                                         |

|  | Asteraceae – astrowate |
|  |                        |
|  | Calyceraceae           |
|  |                        |

|  | Alseuosmiaceae                                                  |
|  |                                                                 |
|  | \| \| Phellinaceae \| \| \| \| \| \| Argophyllaceae \| \| \| \| |
|  |                                                                 |
|  | Phellinaceae                                                    |
|  |                                                                 |
|  | Argophyllaceae                                                  |
|  |                                                                 |

|  | Phellinaceae   |
|  |                |
|  | Argophyllaceae |
|  |                |

|  | Goodeniaceae                                                            |
|  |                                                                         |
|  | \| \| Asteraceae – astrowate \| \| \| \| \| \| Calyceraceae \| \| \| \| |
|  |                                                                         |
|  | Asteraceae – astrowate                                                  |
|  |                                                                         |
|  | Calyceraceae                                                            |
|  |                                                                         |

|  | Asteraceae – astrowate |
|  |                        |
|  | Calyceraceae           |
|  |                        |

|  | Goodeniaceae                                                            |
|  |                                                                         |
|  | \| \| Asteraceae – astrowate \| \| \| \| \| \| Calyceraceae \| \| \| \| |
|  |                                                                         |
|  | Asteraceae – astrowate                                                  |
|  |                                                                         |
|  | Calyceraceae                                                            |
|  |                                                                         |

|  | Asteraceae – astrowate |
|  |                        |
|  | Calyceraceae           |
|  |                        |

|  | Goodeniaceae                                                            |
|  |                                                                         |
|  | \| \| Asteraceae – astrowate \| \| \| \| \| \| Calyceraceae \| \| \| \| |
|  |                                                                         |
|  | Asteraceae – astrowate                                                  |
|  |                                                                         |
|  | Calyceraceae                                                            |
|  |                                                                         |

|  | Asteraceae – astrowate |
|  |                        |
|  | Calyceraceae           |
|  |                        |

|  | Goodeniaceae                                                            |
|  |                                                                         |
|  | \| \| Asteraceae – astrowate \| \| \| \| \| \| Calyceraceae \| \| \| \| |
|  |                                                                         |
|  | Asteraceae – astrowate                                                  |
|  |                                                                         |
|  | Calyceraceae                                                            |
|  |                                                                         |

|  | Asteraceae – astrowate |
|  |                        |
|  | Calyceraceae           |
|  |                        |

Podział rodziny
Podrodzina Donatioideae B. Chandler
- Donatia J. R. Forster & G. Forster

Podrodzina Stylidioideae Kittel
- Forstera L. f
- Levenhookia R. Brown
- Oreostylidium Berggren
- Phyllachne J. R. Forster & G. Forster
- Stylidium Willdenow